# Hypericum nanum
Hypericum nanum är en johannesörtsväxtart som beskrevs av Jean Louis Marie Poiret. Hypericum nanum ingår i släktet johannesörter, och familjen johannesörtsväxter. Inga underarter finns listade i Catalogue of Life.